# Терентьєв Віктор Васильович
Віктор Васильович Терентьєв (рос. Виктор Васильевич Терентьев; 16 грудня 1924, Москва, СРСР — 14 лютого 2004, Москва, Росія) — радянський футболіст і тренер, дворазовий володар Кубка СРСР (1950,1954), майстер спорту СРСР (1958), заслужений тренер УРСР (1961).

## Футбольна біографія

### Кар'єра гравця
Корінний москвич Віктор Терентьєв, в футбол починав грати в місцевій юнацькій команді «М'ясокомбінат», в 1937 році.
У 1943—1944 роках виступав у складах динамівських команд Іваново і Москви. З відновленням чемпіонату СРСР, в 1945 році молодий напівсередній нападник провів у іванівському «Динамо». В 1946 році повернувся до Москви, де грав за команду «М'ясокомбінату», а з наступного року був гравцем московського «Харчовика», який виступав у центральній зоні другої групи.
У 1948 році Віктора запрошують у московський «Спартак», який в тому ж році став бронзовим призером чемпіонату. Свій перший матч за спартаківців, в якому відзначився дебютним голом, провів 22 червня 1948 року в поєдинку проти «Локомотива» (Москва) (5:1). Всього в дебютному сезоні форвард відіграв за москвичів 8 матчів з 20, відзначився 3 голами, що згідно регламенту виявилося недостатньо для отримання медалей.
На наступний сезон Терентьєв вже був гравцем основного складу, граючи впевнено і результативно, відзначившись у чемпіонаті 16 голами. Один з них, забитий нападником 17 вересня 1949 року у ворота московського «Локомотива», став для «Спартака» ювілейним — 500 в чемпіонатах СРСР. Команда за підсумками сезону знову фінішувала на третьому місці, а форвард заслужено отримав бронзову медаль.
У 1950 році спартаківці виступили не так вдало, посівши за підсумками чемпіонату 5 місце, але успішно зіграли в турнірі на Кубок СРСР, дійшовши до фіналу, в якому перемогли московське «Динамо» з рахунком 3:0. Свій внесок у розгром суперника вніс і Терентьєв, забивши другий гол у поєдинку.
Чемпіонат 1951 року, «Спартак» провів ще гірше попереднього, зайнявши підсумкове 6 місце. У команді відчувалася нестача кваліфікованих гравців, фактично весь сезон спартаківців витягла основна обойма з 12 футболістів
. Терентьєв провів 22 поєдинки і забив 4 м'ячі. Незабаром відбулася зміна тренера, 1952 року команду очолив її колишній гравець Василь Соколов.
У сезонах 1952—1953 років, які стали для «Спартака» «золотими», Віктор практично не грав, до того ж частину сезону 1953 провів у «Спартаку» з Калініна.
У 1954 році Терентьєв переходить в київське «Динамо». У тому ж році київська команда, вперше у своїй історії перемагає в турнірі на Кубок СРСР, обігравши у фіналі «Спартак» з Єревана — 2:1. Не пішов з поля без голу і Терентьєв, який брав участь у всіх кубкових матчах своєї команди, відкривши рахунок у фінальному поєдинку. Всього ж у складі київських динамівців нападник провів чотири сезони.
У 1956 році, у складі команди Української РСР, брав участь у Спартакіаді народів СРСР, де став бронзовим призером.
Закінчував Віктор ігрову кар'єру в запорізькому «Металурзі».

### Кар'єра тренера
Закінчивши активні виступи, Віктор Васильович повернувся до Києва, де працював у тренерському штабі київського «Динамо», який очолював В'ячеслав Соловйов. У 1961 році динамівці вперше у своїй історії перемогли у чемпіонаті СРСР. За цей успіх Віктору Терентьєву, як одному з тренерів команди, було присвоєно почесне звання «Заслужений тренер Української РСР». Після тріумфального сезону в команді настав спад, наступний чемпіонат динамівці закінчили на 5 місці і незабаром В'ячеслав Соловйов залишив команду.
Чемпіонат 1963 року Терентьєв розпочав на посаді старшого тренера та начальника команди. Але помітного прогресу в грі Віктору Васильовичу та його помічникам Михайлу Коману і Юрію Войнову домогтися не вдалося. Команда грала не рівно, втрачаючи важливі очки, до середини сезону займаючи 7 місце. У липні Спорткомітет Української РСР ухвалив рішення до кінця сезону призначити старшим тренером Анатолія Зубрицького.
Після цього Терентьєв повертається до Москви, де з липня 1963 року працює старшим тренером Федерації футболу РРФСР і входить до складу ради тренерів при Федерації футболу СРСР, затверджується цією ж радою одним з тренерів олімпійської збірної СРСР.
У 1964 році Віктор знову повернувся у київське «Динамо», де став помічником нового тренера команди Віктора Маслова, з яким пропрацював майже самь років. У вересні 1970 року, після відставки Маслова, керував командою до кінця сезону. У 1971 році, з приходом в команду Олександра Севідова, працював на посаді начальника команди.
У 1973 році Віктор Васильович залишив київське «Динамо», з яким він як помічник старшого тренера, п'ять разів перемагав у чемпіонатах СРСР, тричі був срібним призером, двічі перемагав у Кубку СРСР.
У січні 1973 року, 45 річний тренер, за рекомендацією попереднього наставника Віктора Каневського, очолює харківський «Металіст». Але робота у харківській команді не заладилася і вже в травні Терентьєв залишив свій пост.
В 1974 році Віктор Васильович прийняв брянське «Динамо», аутсайдера другої ліги, що безнадійно займало останнє місце і підняв команду на 8 місце у турнірній таблиці. Але в кінці сезону спортивне керівництво області затіяло організаційну діяльність з переводом команди в інше відомство, в результаті команда мало не припинила своє існування, а тренер втомившись від невизначеності покинув Брянськ.
Повернувшись до Москви був на адміністративній роботі. В 1975 році — начальник відділу ігрових видів спорту російського ради ДСТ «Динамо». В 1976 році — заступник начальника відділу футболу і хокею ЦС «Динамо».
У 1977—1980 роках працював помічником головного тренера в московському «Динамо».
З 1981 року по квітень 1982 року — начальник відділу футболу МДР «Динамо».
З травня 1982 по червень 1984 року — головний тренер команди «Динамо» (Кашира).
У 1987—2002 роках Віктор Васильович працював дитячим тренером у СДЮШОР «Динамо» (Москва).

## Освіта
Закінчив Київський державний інститут фізичної культури (1959).

## Досягнення
- Володар Кубка СРСР: (1950), (1954)
- Бронзовий призер чемпіонату СРСР: (1949)
- Бронзовий призер Спартакіади народів СРСР: (1956)
- У списках «33 кращих» в СРСР: (№ 1-1952)